# Taningia danae
Taningia danae — вид кальмарів родини Octopoteuthidae.

## Назва
Taningia danae названий на честь данського їхтіолога Еге Веделя Тенінга (дан. Åge Vedel Tåning, 1890—1958), який часто проводив експедиції на дослідному судні «Дана».

## Поширення
Космополітичний вид. Поширений у тропічних, субтропічних та помірних водах всіх океанів, а також в бореальних водах Північної Атлантики.

## Опис
Один з найбільших видів кальмарів. Мантія може сягати до 170 см завдовжки. Загальна довжина зі щупальцями — до 240 см. Максимальна відома вага — 161 кг.

## Спосіб життя
Трапляється на різних глибинах, інколи досить великих. Здатний до біолюмінесценції. Добрий плавець. Його швидкість може сягати до 2,5 м/с (9 км/год). Активний хижак. Полює на рибу. У свою чергу часто стає здобиччю кашалотів.